# Myènè
Els myènè són un poble d'Àfrica central establert al Gabon, en el litoral (entre Libreville i la llacuna Fernan Vaz) i al llarg de l'Ogooué fins a Lambaréné Es tracta de fet d'un conjunt de sis ètnies que parlen la mateixa llengua bantu, el myènè. S'anomenen ells mateixos els ngwè-myènè, terme que inclou els mpongwè, els orungu, els galwas, els enenga, els nkomi i els adyumbas. Segons les fonts s'usa diverses variants: Miéné, Myénés, Ngwémyéné, Omyéné, Omyénés.

## Discografia
- (francès) Gabon : chants myènè de Port-Gentil à Lambaréné, Radio-France, distrib. Harmonia mundi, 2005